# Gripholmen

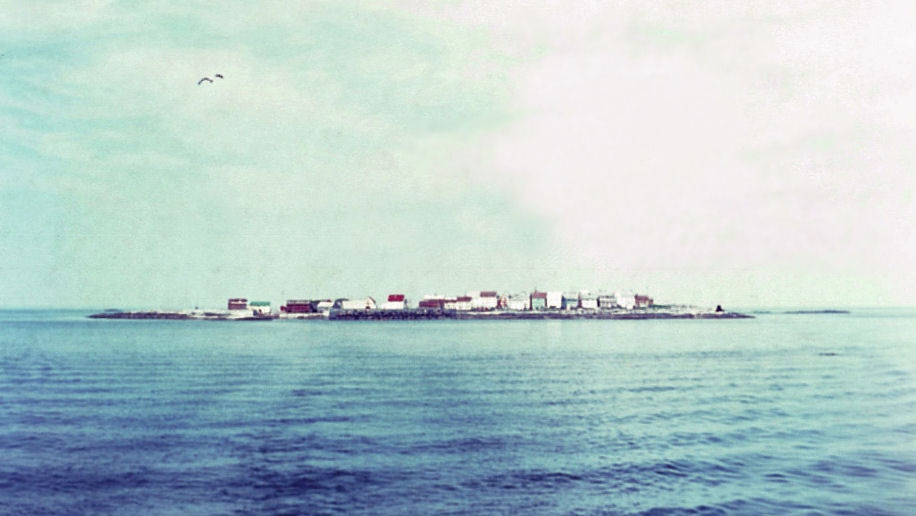
Grip.

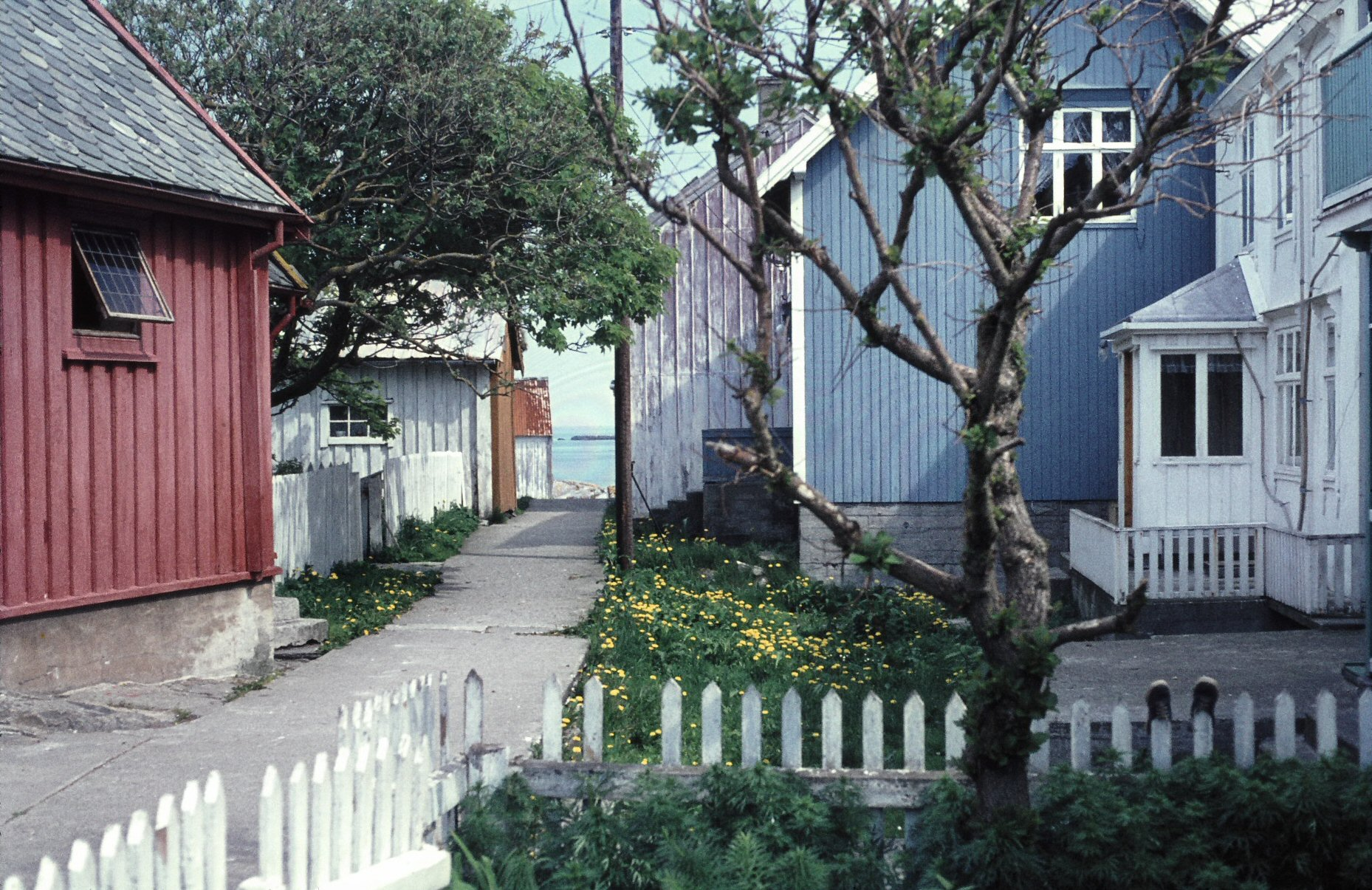
Grip 1967. Den röda byggnaden till vänster är stavkyrkan.

Gripholmen är en ö i Kristiansunds kommun i Nordmøre i Møre og Romsdal fylke i Norge. Ön ligger rakt norr om staden Kristiansund samt väster om Smøla och Tustna. Gripholmen är huvudö i ögruppen Grip och är den enda bebyggda ön om man bortser från skäret med Grip fyr. Före 1964 var Grip egen kommun, Norges minsta. Ön har idag inga fasta invånare, utan de gamla byggnaderna används som fritidshus. Grip är ett viktigt utflyktsmål för besökande till Kristiansund, och om sommaren är det daglig båtförbindelse från staden. 
Ögruppen Grip ligger oskyddad för vädret i havet omkring tolv kilometer nord-nordväst om Kristiansund. Grip har två hamnar, en på nordsidan och en ny, större på öns södra sida. Vanligtvis används numera den södra hamnen eftersom den är mindre utsatt för dåligt väder. På Bratthårskollen, det nordligaste skäret, ligger Grip fyr.
Fiske var öns huvudnäring; före motorbåten var det en fördel att bo nära fiskeområdena. Redan på medeltiden var Grip känt som fiskeläge. Fiskeläget Grip är troligen Nordmøres äldsta tätort. Ditresta säsongfiskare från Nordmøre blev inlogerade på Grip i fiskesäsongen för torskfiske om våren. På Grip bereddes även klippfisk. Öns sista fastboende flyttade från ön strax före jul 1974, och sedan sen dess har ön inte haft bofast befolkning. Bebyggelsen på Grip används flitigt som fritidshus av tidigare invånare och deras ättlingar, de flesta numera bosatta i Kristiansund.
Grip ägdes på medeltiden av ärkebiskopen i Nidaros stift, medan det på 1700-talet var köpmän i Kristiansund som ägde Grip. Grip var egen kommun fram till 1964 då den blev en del av Kristiansunds kommun. Kommunen var då landets minsta med en area på 0,48 km² och 115 invånare. Grips kommun omfattade ön Grip samt de många öarna, holmarna och skären omkring.
Grip är även känt för sitt historiska minnesmärke Grips stavkyrka, byggd på 1400-talet. 

## Galleri

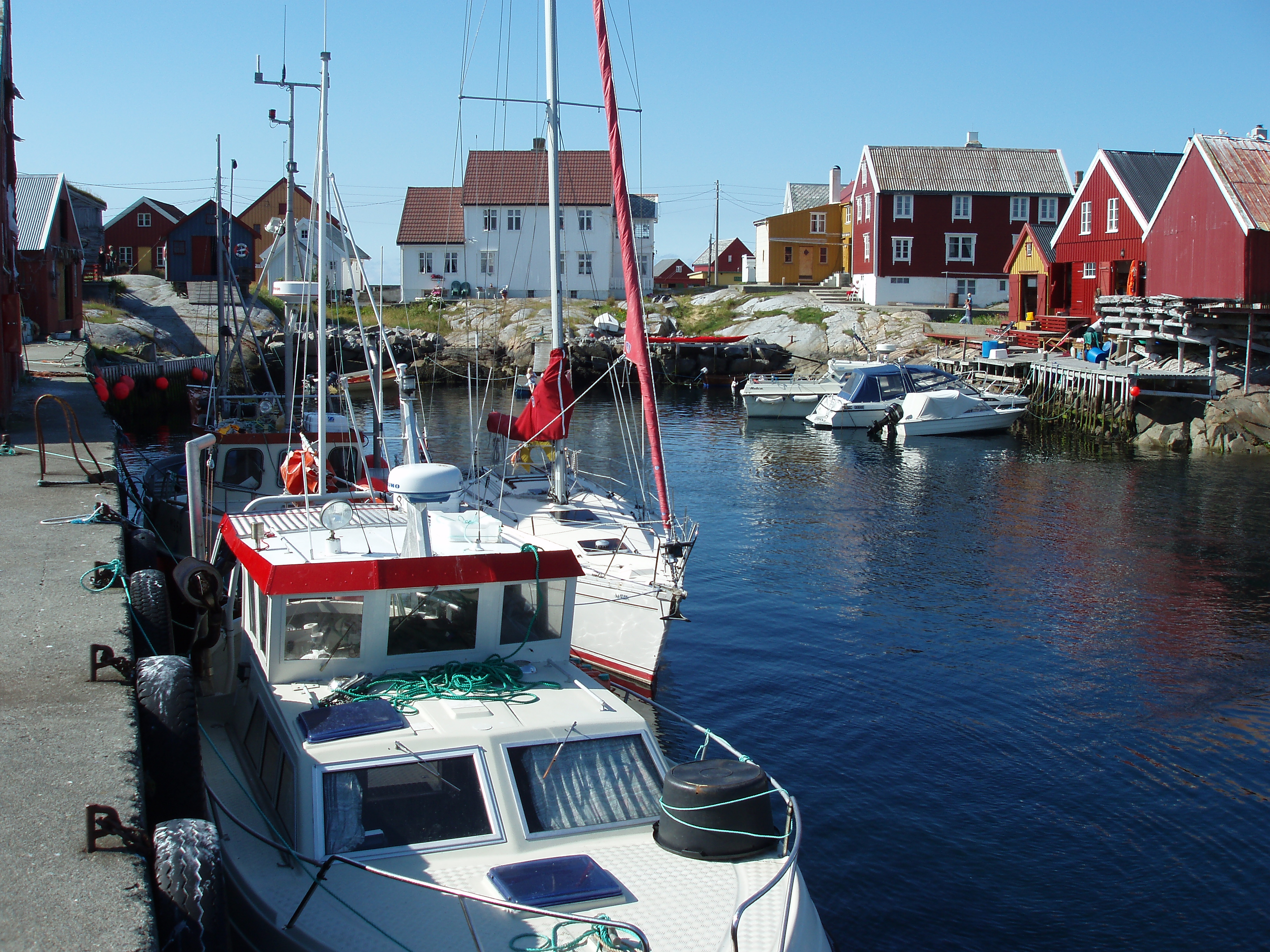
Grips södra hamn.
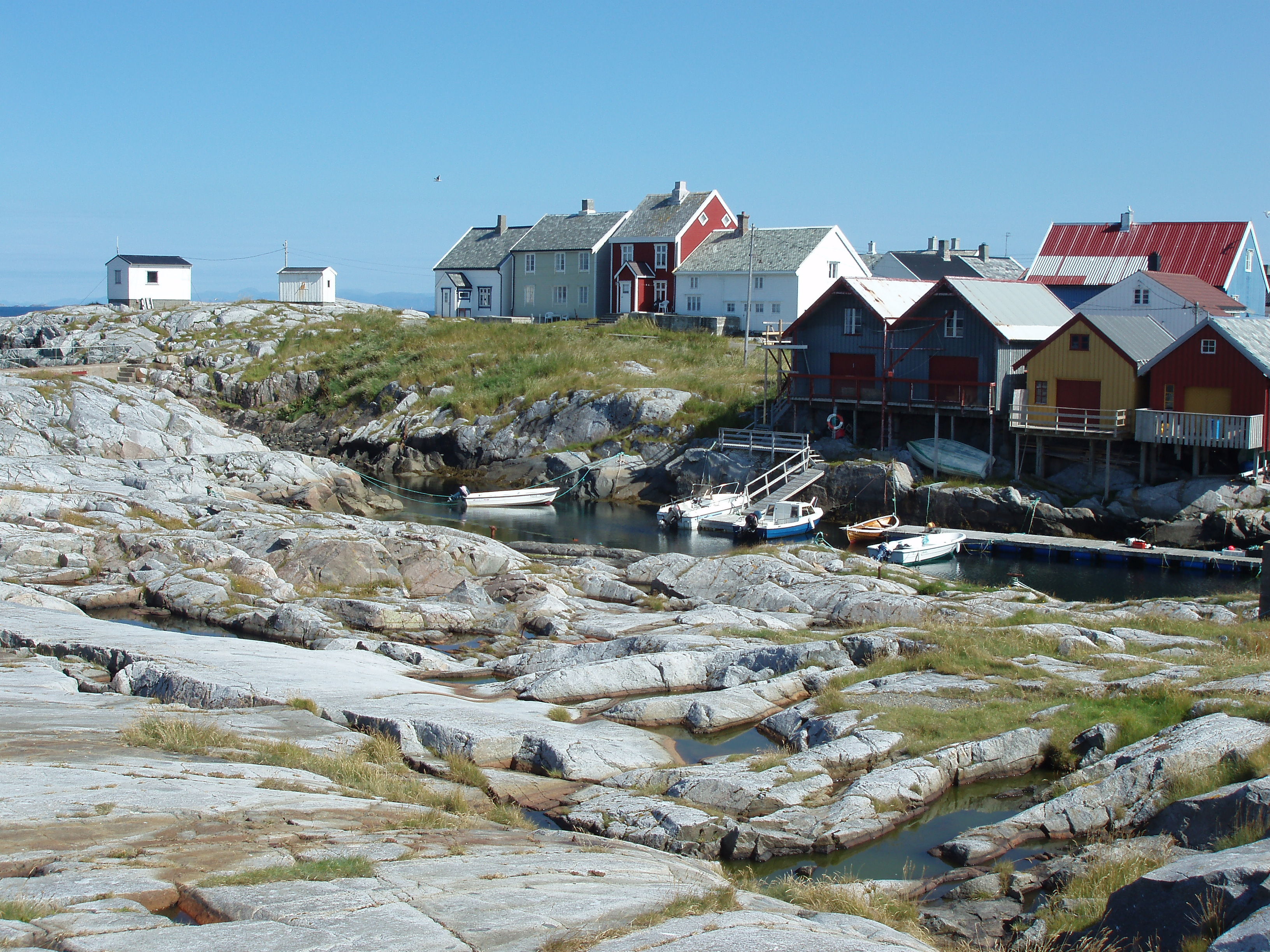
På öns norra sida står husen tätt för att skärma mot vinden.
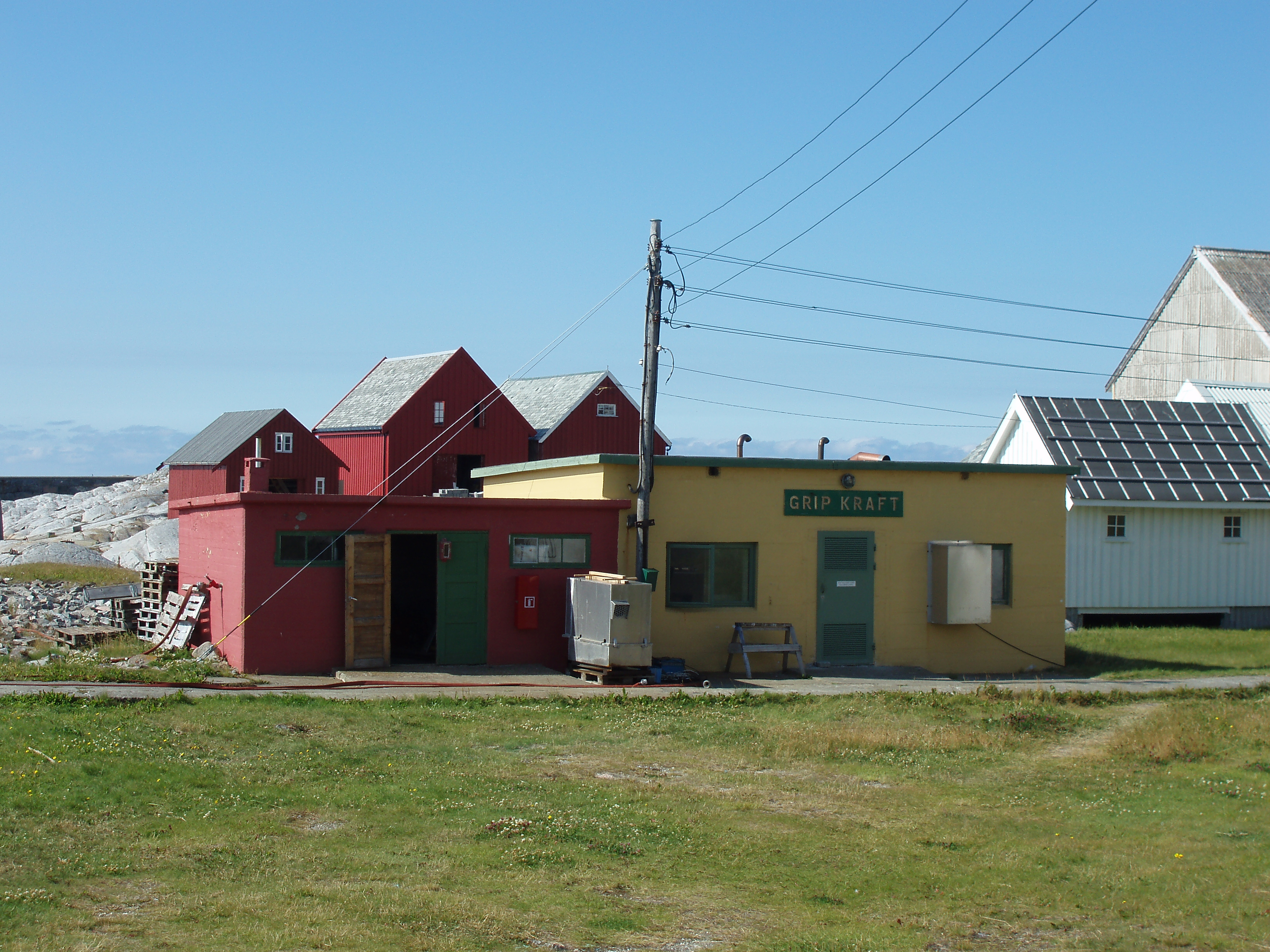
Grip kraftstation.
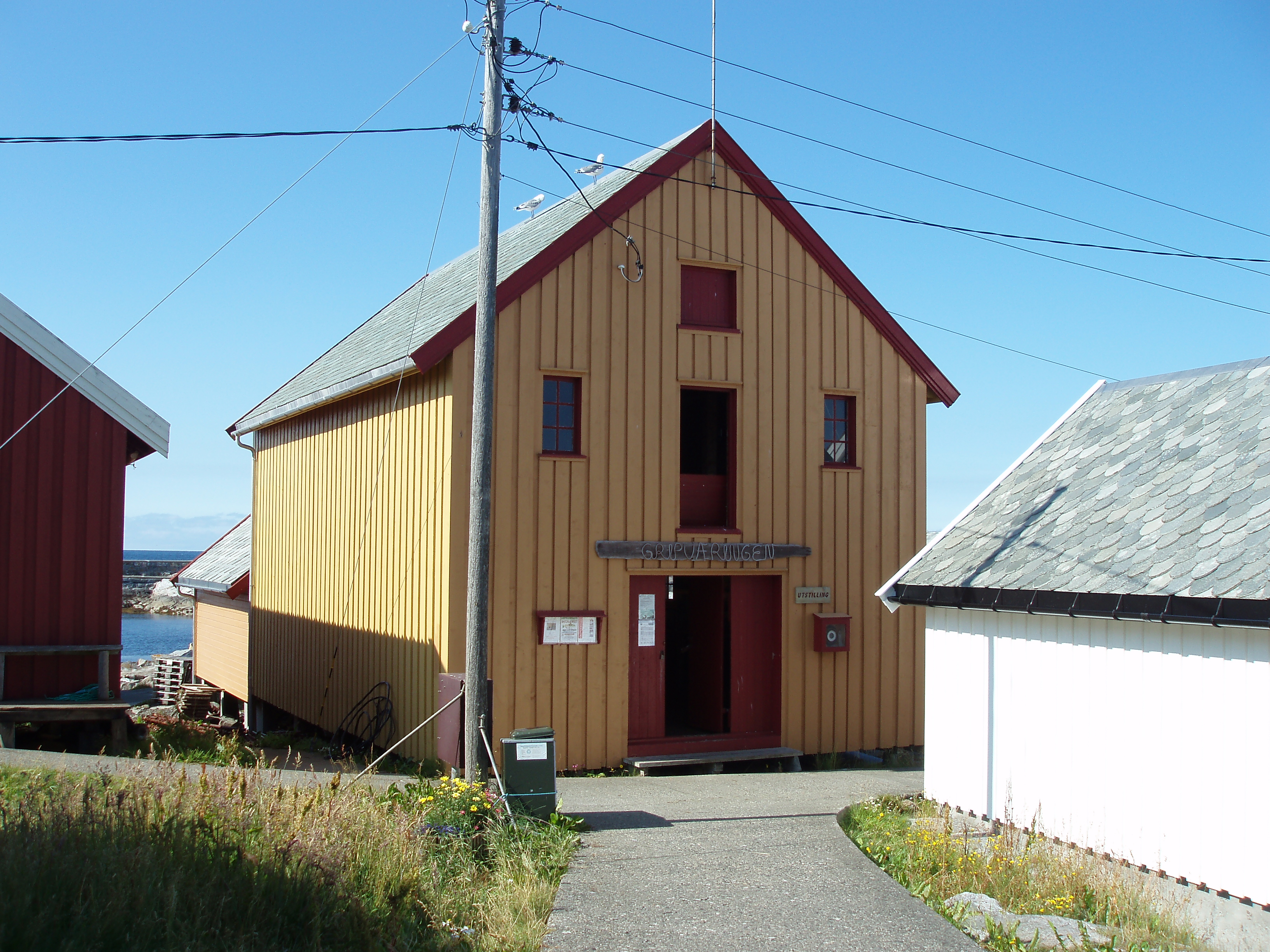
Lokalen Gripværingen kan ha små arrangemang.
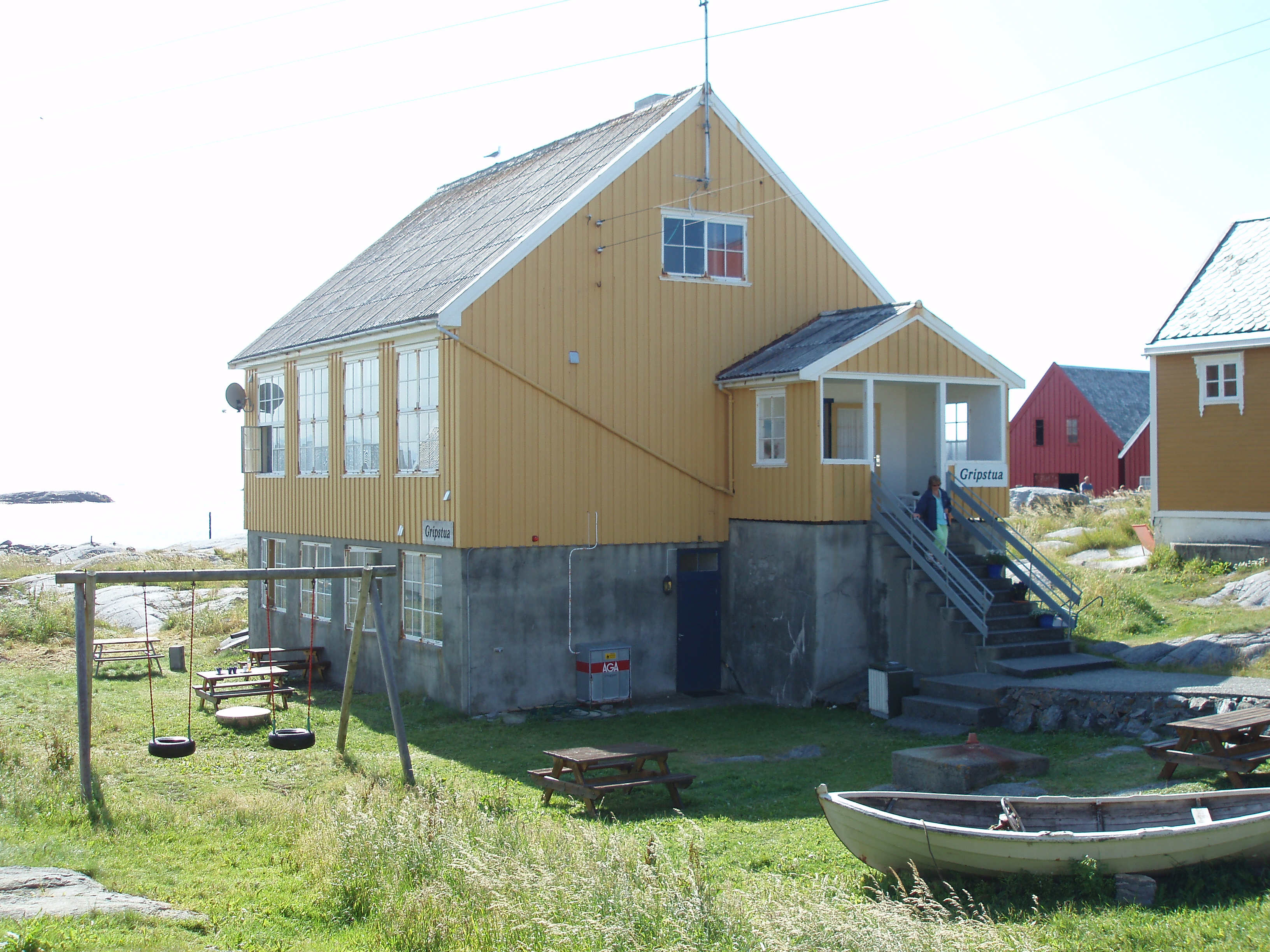
Gripkroa har servering och möjlighet för overnattning.
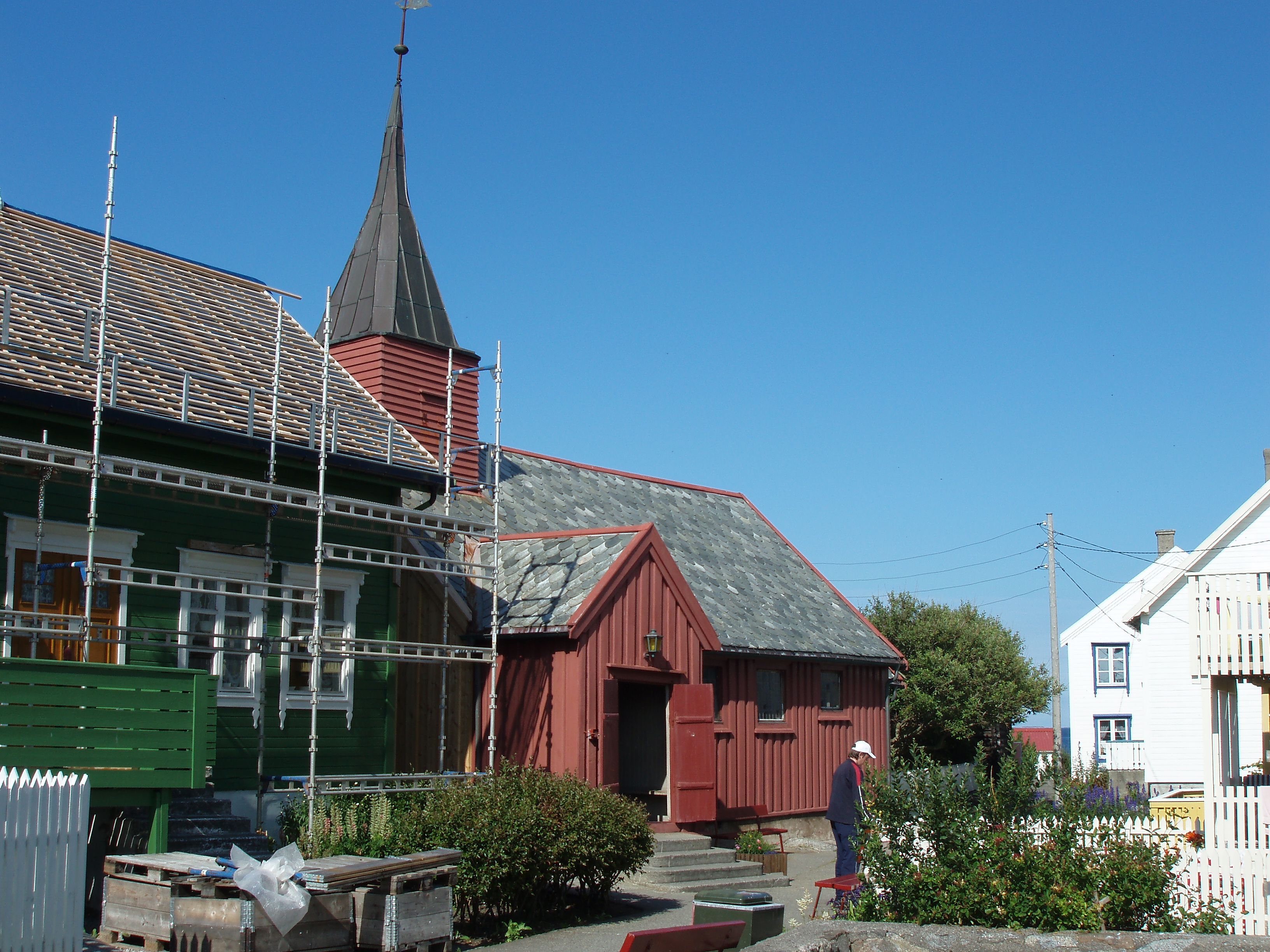
Grips stavkyrka från medeltiden.
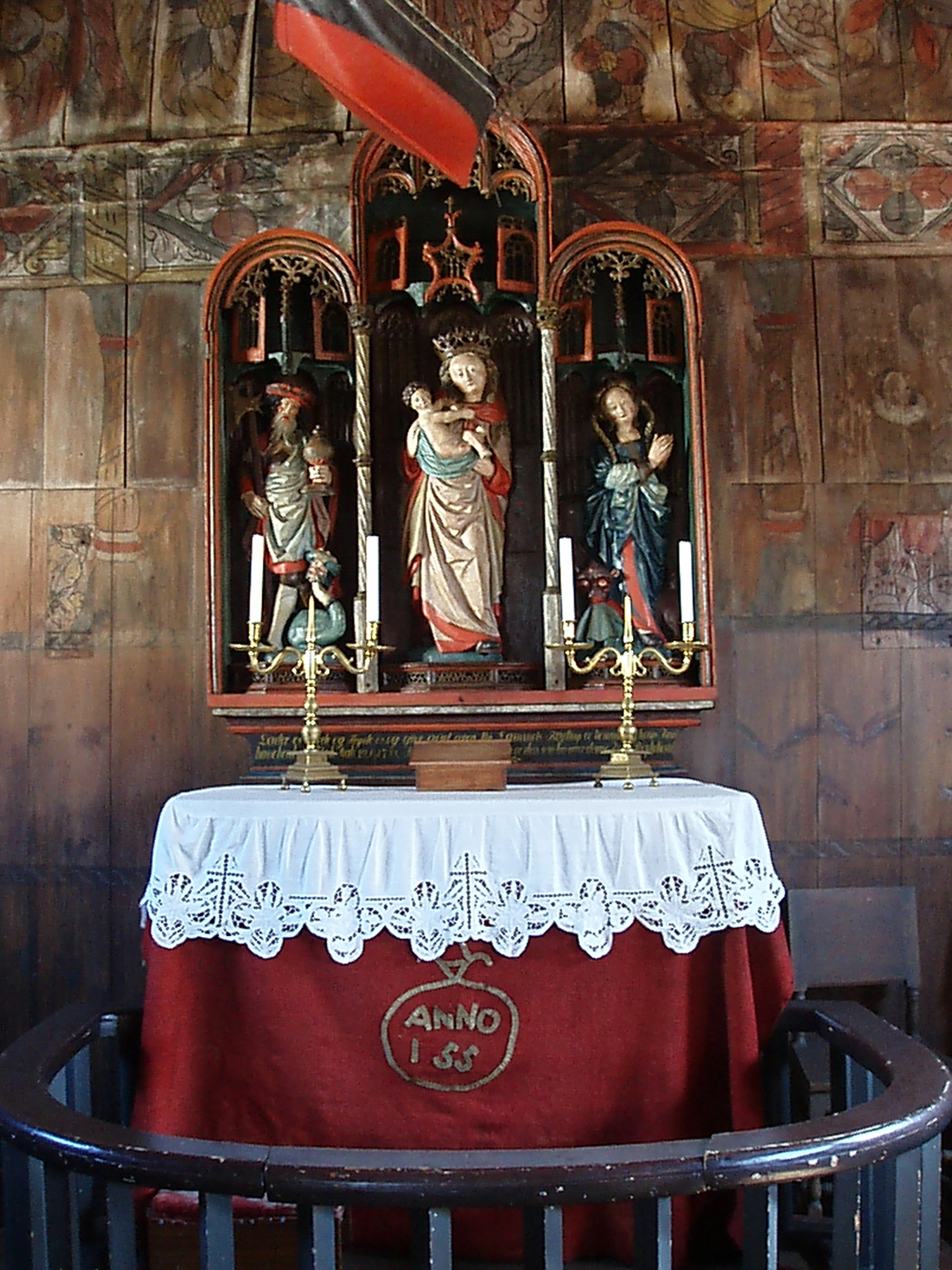
Altaret och altarskåpet i Grips stavkyrka.
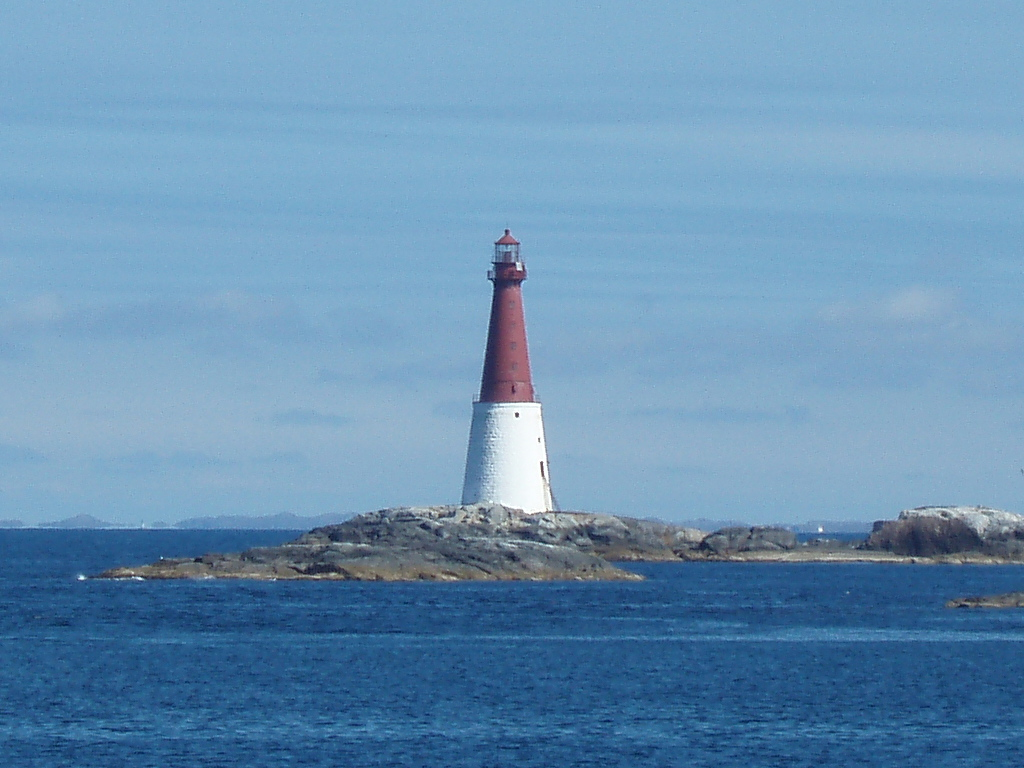
Grip fyr på Bratthårskollen med Hitra i bakgrunden.